# Josef Simon Moosbrugger

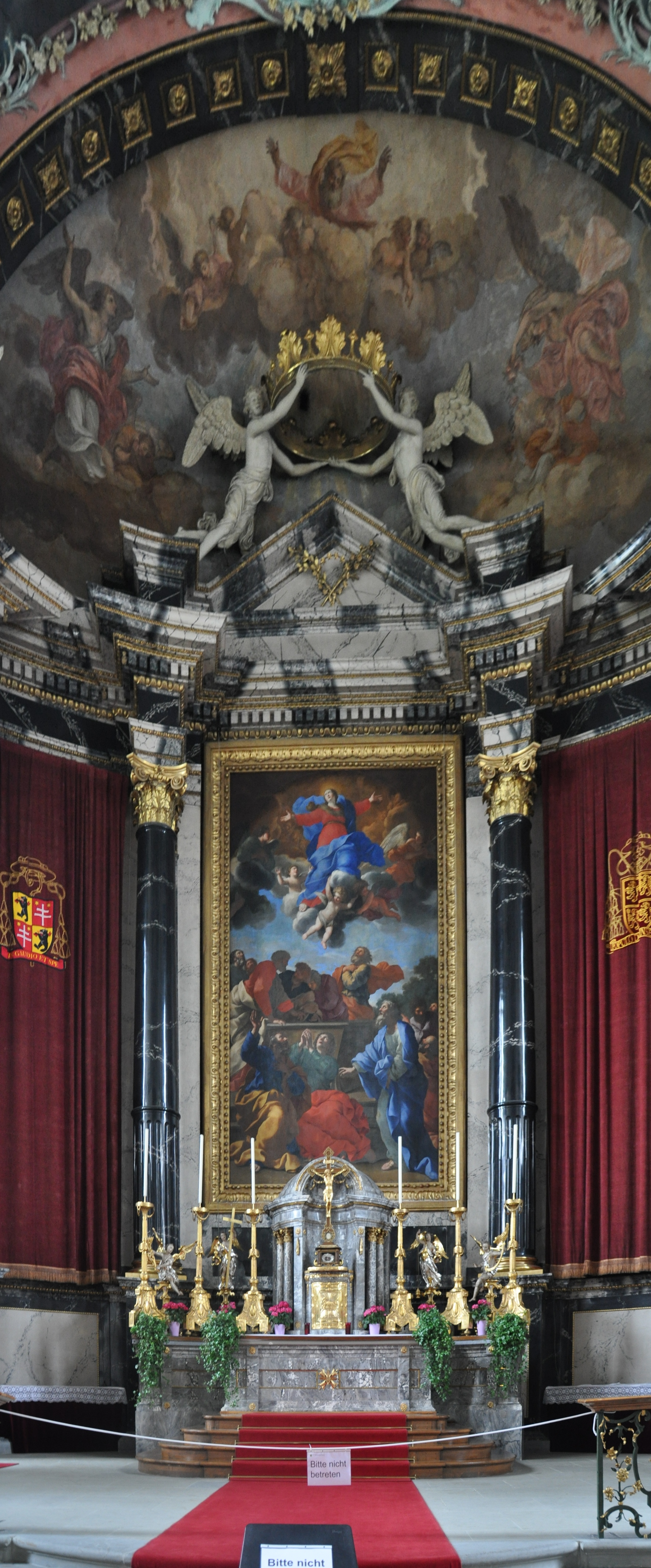
Der Hochaltar der Stiftskirche St. Gallen

Josef Simon Moosbrugger (get. 13. Juli 1774 in Schoppernau; † 15. August 1831 ebenda) war ein österreichischer Baumeister und Stuckateur aus dem Bregenzerwald. Er gehört zur bekannten Künstlerfamilie Moosbrugger.
Josef Simon Moosbrugger arbeitete oft zusammen mit seinem Vetter Johann Josef Moosbrugger (1771–1841) und verfertigte Kirchenaltäre und -kanzeln aus Stuckmarmor in der Ost- und Zentralschweiz. 1796 war an der Umgestaltung der Pfarrkirche in seinem Heimatort Schoppernau beteiligt. Später war er in Wittenbach bei St. Gallen (1812) und in Balgach im Rheintal (1821) am Um- bzw. Neubau von katholischen Kirchengebäuden beteiligt. Beide gehören dem Vorarlberger Saalkirchenschema mit eingezogenem Polygonalchor an.
Herausragend sind seine beiden Bauten in der Stiftskirche St. Gallen. Zwischen 1808 und 1810 schuf er den wie eine Säulenloggia wirkenden Hochaltar aus Stuckmarmor sowie die von toskanischen Säulen gestützte Orgelempore in der Westapsis. Beide werden dem Klassizismus zugerechnet und entstanden im Rahmen der Umgestaltung der ehemaligen Klosterkirche zur katholischen Hauptkirche des Kantons St. Gallen. Im Gegensatz zum Hochaltar ist im Archiv der Katholischen Administration kein Vertrag über den Bau der Westempore erhalten.